# Zethus inca
Zethus inca är en stekelart som beskrevs av Kirsch 1878. Zethus inca ingår i släktet Zethus och familjen Eumenidae. Inga underarter finns listade i Catalogue of Life.